# Reichsanstalt
Reichsanstalten bzw. k.k. Reichsanstalten waren reichsunmittelbare Anstalten des öffentlichen Rechts im Deutschen Reich bzw. im Kaisertum Österreich.
Dazu gehörten im Deutschen Reich unter anderen die Reichsdruckerei, die Reichsanstalt für Arbeitsvermittlung und Arbeitslosenversicherung, die Reichsmonopolverwaltung für Branntwein, die Physikalisch-Technische Reichsanstalt, die Chemisch-Technische Reichsanstalt (ehem. Militärversuchsamt), die Reichsanstalt für Vitaminprüfung und Vitaminforschung und die sogenannten Reichsstellen, so etwa die Reichsstelle für Raumordnung, die Reichsstelle für Sippenforschung und die Reichsstelle für den Unterrichtsfilm.
Bekanntester Vertreter in Österreich war die k.k. Geologische Reichsanstalt.